# مقبره سلطان ویس
مقبره سلطان ویس مربوط به دوره سلجوقیان و در ارتفاعات شمالی شهر قزوین در روستای الولک قرار دارد. این مقبره که در دامنه کوهی به همین نام واقع شده است از دو بخش مقبره و ساختمان جانبی تشکیل شده است. خود مقبره ساختمانی هشتی شکل، با گنبدی سنگی می‌باشد و ساختمان وابسته به آن شامل سرداب و نمازخانه است. کل بنا با سنگ لاشه و ملاس ماسه و گچ ساخته شده است. به گفته حمدالله مستوفی ، این مقبره متعلق به اویس قرنی یکی از صحابه  علی است.

## ثبت میراث ملی
این اثر در تاریخ ۱۹ مرداد ۱۳۸۴ با شمارهٔ ثبت ۱۲۸۹۷ به‌عنوان یکی از آثار ملی ایران به ثبت رسیده است.

## نگارخانه

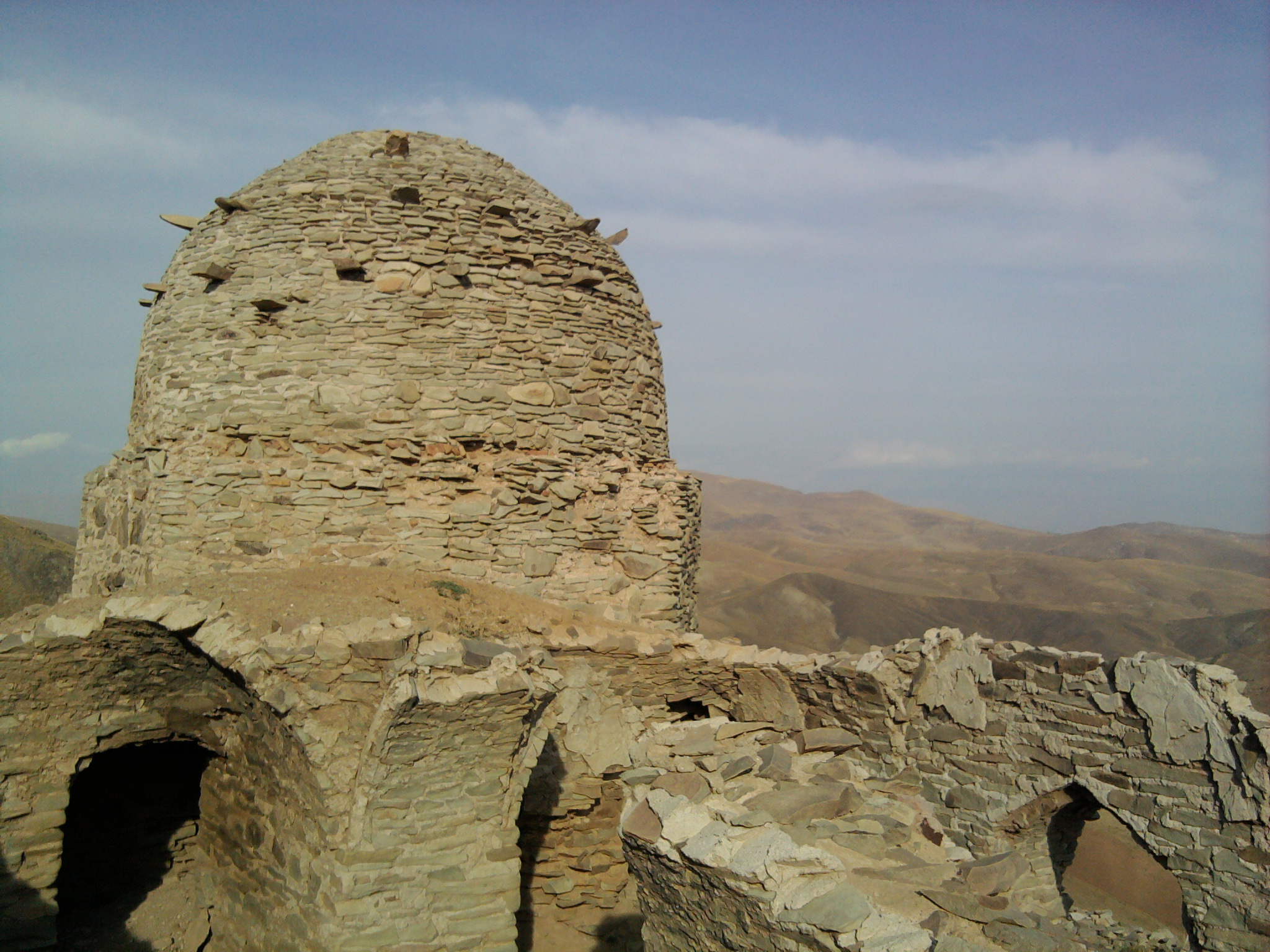
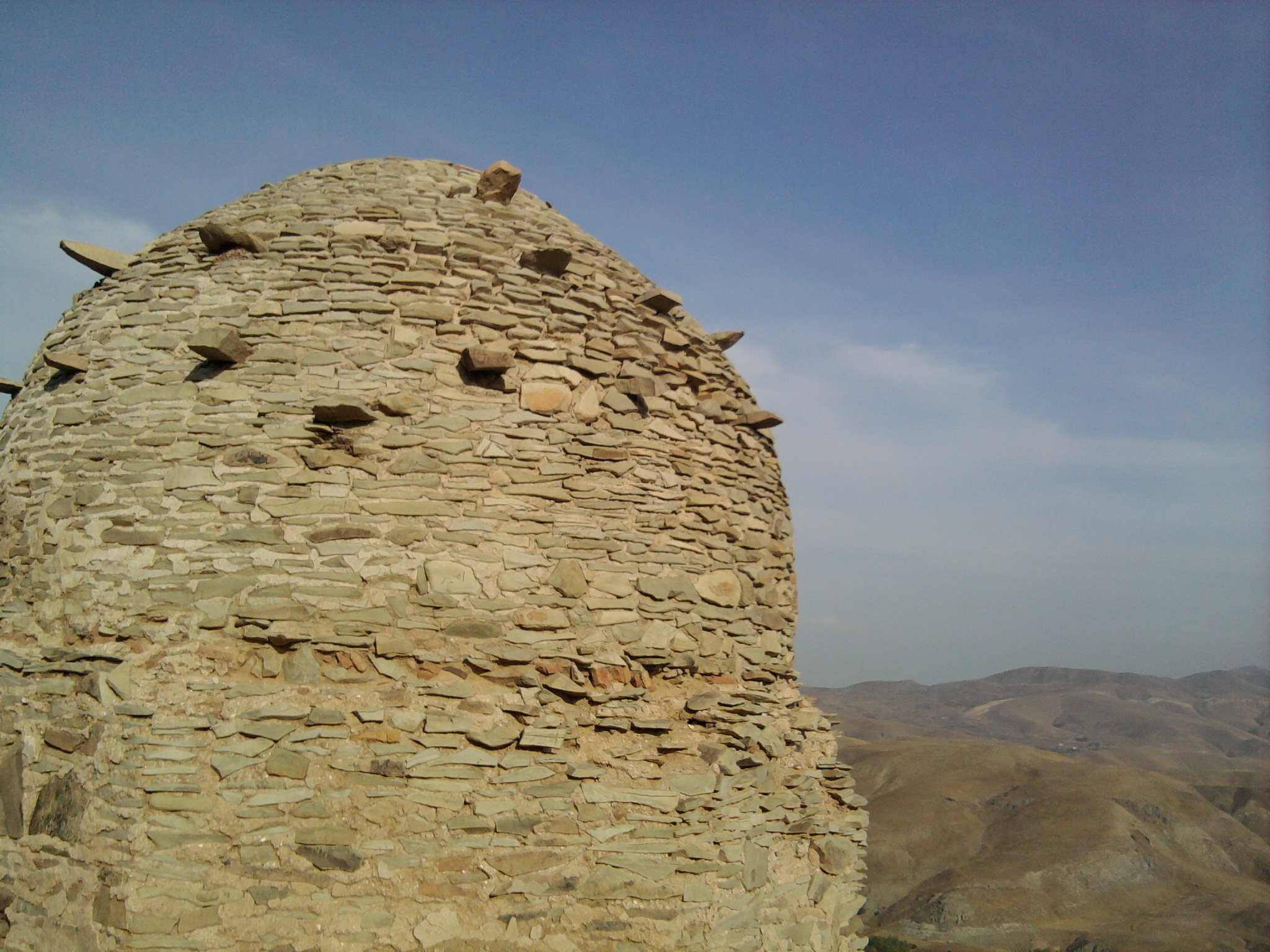
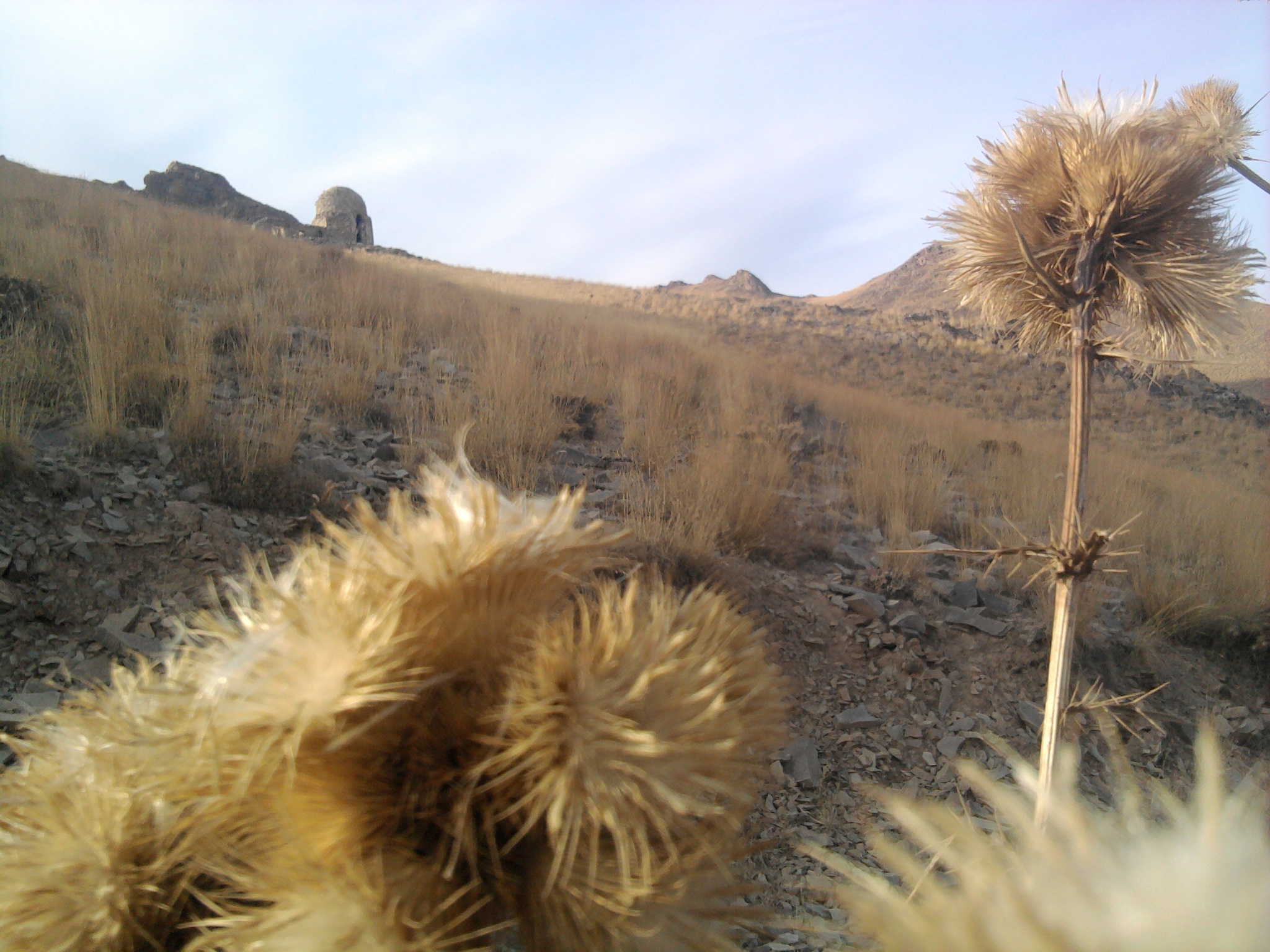